# Liste de personnalités enterrées sur un sommet
Cette liste de personnalités enterrées sur un sommet recense les personnes qui ont été inhumées au sommet d'une montagne ou d'un relief.

## Liste
Les personnages légendaires ou dont le lieu d'enterrement n'est pas certain sont indiquées en italique.
| Personnalité                | Occupation                            | Date de la mort  | Sommet           | Pays       | Coordonnées |
| --------------------------- | ------------------------------------- | ---------------- | ---------------- | ---------- | ----------- |
| Aaron                       | Prophète antique                      | ?                | Djebel Haroun    | Jordanie   |             |
| Abu al-Hasan Ali de Grenade | Émir nasride                          | 1485             | Mulhacén         | Espagne    |             |
| Elisha Mitchell             | Géologue américain                    | 27 juin 1857     | Mont Mitchell    | États-Unis |             |
| James Lick                  | Homme d’affaires américain            | 1er octobre 1876 | Mont Hamilton    | États-Unis |             |
| Robert Louis Stevenson      | Écrivain britannique                  | 3 décembre 1894  | Mont Vaea        | Samoa      |             |
| James Whitcomb Riley        | Poète américain                       | 22 juillet 1916  | Strawberry Hill  | États-Unis |             |
| Buffalo Bill                | Forain américain                      | 10 janvier 1917  | Lookout Mountain | États-Unis |             |
| Carl Lotave                 | Peintre suédois                       | 27 décembre 1924 | Pic Pikes        | États-Unis |             |
| Don Lorenzo Hubbell         | Marchand et homme politique américain | 12 novembre 1930 | Hubbell Hill     | États-Unis |             |
| Raphaël Babet               | Homme politique français              | 30 août 1957     | Piton Babet      | France     |             |